# Mahmoud Dahoud
Mahmoud Dahoud (Amuda, 1 januari 1996) is een Duits-Syrische voetballer die doorgaans als centrale middenvelder speelt. Hij verruilde  Borussia Dortmund in juli 2023 transfervrij voor Brighton & Hove Albion. Dahoud debuteerde in 2020 in het Duits voetbalelftal.

## Clubcarrière

### Borussia Mönchengladbach
Dahoud verruilde op veertienjarige leeftijd Fortuna Düsseldorf voor Borussia Mönchengladbach. Daarvoor maakte hij op 28 augustus 2014 zijn debuut in het eerste elftal, tijdens een kwalificatiewedstrijd voor het hoofdtoernooi van de UEFA Europa League tegen FK Sarajevo. Hij viel die dag na 55 minuten in voor Christoph Kramer en hielp zijn team mee aan een 7-0 overwinning. Dahoud maakte op 23 september 2015 zijn eerste officiële doelpunt in het betaald voetbal. Die dag won hij met Borussia Mönchengladbach thuis met 4-2 van FC Augsburg, waarbij hijzelf in de 21ste minuut 4-0 maakte.

### Borussia Dortmund
Dahoud tekende in maart 2017 een contract bij Borussia Dortmund, waarmee hij zich per juli van dat jaar voor vijf seizoenen aan die club verbond. Hij maakte zijn debuut voor die club op 5 augustus, tegen Bayern München om de Duitse supercup. Dahoud deed een helft mee in de na strafschoppen verloren wedstrijd. Op 12 augustus was hij voor het eerst betrokken bij een goal; in de bekerwedstrijd tegen 1. FC Rielasingen-Arlen, zijn eerste volledige wedstrijd, gaf hij een assist op Aubameyang. Nadat hij al in de beker en de supercup had gespeeld, maakte Dahoud op 19 augustus 2017 zijn competitiedebuut tegen Wolfsburg door in minuut 61 Mario Götze te vervangen. Zijn internationale debuut maakte hij in de Champions League tegen Tottenham (3-1 verlies). Hij scoorde dat seizoen niet in zijn 34 wedstrijden (waarvan 15 invalbeurten). In het seizoen 2018/19 scoorde hij in de eerste competitiewedstrijd dat seizoen, tegen RB Leipzig. Hij maakte de 1-1, Dortmund won de wedstrijd met 4-1. Dahoud werd bij Dortmund nooit een stabiele basisspeler. Zijn beste seizoen wat dat betreft was zijn zesde, in 2021/22, waarin hij 20 keer aan de aftrap stond en in totaal 22 competitiewedstrijden speelde. Toen Edin Terzić in mei 2022 aantrad als nieuwe coach van Dortmund, werd zijn rol minimaal.

### Brighton & Hove Albion
Dahoud verruilde Borussia Dortmund in juli 2023 voor Brighton & Hove, dat hem transfervrij inlijfde.

## Clubstatistieken
| Seizoen         | Club                     | Competitie      | Competitie | Competitie | Beker | Beker | Internationaal | Internationaal | Totaal | Totaal |
| Seizoen         | Club                     | Competitie      | Wed.       | Dlp.       | Wed.  | Dlp.  | Wed.           | Dlp.           | Wed.   | Dlp.   |
| --------------- | ------------------------ | --------------- | ---------- | ---------- | ----- | ----- | -------------- | -------------- | ------ | ------ |
| 2014/15         | Borussia Mönchengladbach | Bundesliga      | 1          | 0          | 0     | 0     | 2              | 0              | 3      | 0      |
| 2015/16         | Borussia Mönchengladbach | Bundesliga      | 32         | 5          | 3     | 0     | 6              | 0              | 41     | 5      |
| 2016/17         | Borussia Mönchengladbach | Bundesliga      | 28         | 2          | 5     | 0     | 9              | 1              | 42     | 3      |
| Club totaal     | Club totaal              | Club totaal     | 61         | 7          | 8     | 0     | 17             | 1              | 86     | 8      |
| 2017/18         | Borussia Dortmund        | Bundesliga      | 23         | 0          | 3     | 0     | 7              | 0              | 33     | 0      |
| 2018/19         | Borussia Dortmund        | Bundesliga      | 14         | 1          | 3     | 0     | 5              | 0              | 22     | 1      |
| 2019/20         | Borussia Dortmund        | Bundesliga      | 12         | 0          | 0     | 0     | 2              | 0              | 14     | 0      |
| 2020/21         | Borussia Dortmund        | Bundesliga      | 21         | 1          | 3     | 0     | 6              | 1              | 30     | 2      |
| 2021/22         | Borussia Dortmund        | Bundesliga      | 22         | 2          | 1     | 0     | 6              | 0              | 29     | 2      |
| 2022/23         | Borussia Dortmund        | Bundesliga      | 9          | 0          | 1     | 0     | 0              | 0              | 10     | 0      |
| Club totaal     | Club totaal              | Club totaal     | 101        | 4          | 11    | 0     | 26             | 1              | 138    | 5      |
| 2023/24         | Brighton & Hove Albion   | Premier League  | 0          | 0          | 0     | 0     | 0              | 0              | 0      | 0      |
| Club totaal     | Club totaal              | Club totaal     | 0          | 0          | 0     | 0     | 0              | 0              | 0      | 0      |
| Carrière totaal | Carrière totaal          | Carrière totaal | 162        | 11         | 19    | 0     | 43             | 2              | 224    | 13     |

Bijgewerkt op 8 juli 2023

## Interlandcarrière
Mahmoud Dahoud is uitgekomen voor Duitsland onder 18, 19, 20 en 21. Hij maakte op 16 april 2014 zijn debuut voor Duitsland onder 18, op 5 september 2014 deed hij dat voor Duitsland onder 19, op 3 september 2015 voor het Duitsland onder 20 en voor Duitsland onder 21 maakte hij op 24 maart 2016 zijn debuut. Voor het laatste team scoorde hij vier keer. Duitsland onder 21 won op 30 juni 2017 ook het EK onder 21 door Spanje van dezelfde leeftijdscategorie te verslaan. In de halve finale en finale speelde hij, in tegenstelling tot de groepswedstrijden, niet. Dahoud debuteerde op 7 oktober 2020 in het Duits voetbalelftal. Bondscoach Joachim Löw liet hem toen in de 79 minuut invallen voor Florian Neuhaus tijdens een oefeninterland tegen Turkije (3–3).

## Erelijst
| Competitie            |                   |                   |                   |                   |
| Competitie            | Aantal            | Jaren             |                   |                   |
| Borussia Dortmund     | Borussia Dortmund | Borussia Dortmund | Borussia Dortmund | Borussia Dortmund |
| --------------------- | ----------------- | ----------------- | ----------------- | ----------------- |
| DFB-Pokal             | 1x                | 2020/21           |                   |                   |
| Duitse supercup       | 1x                | 2019              |                   |                   |
| Duitsland –21         |                   |                   |                   |                   |
| Europees kampioen –21 | 1x                | 2017              |                   |                   |

1 Bredlow ·
2 Al-Dakhil ·
3 Hendriks ·
4 Vagnoman ·
5 Keitel ·
6 Stiller ·
7 Mittelstädt ·
8 Millot ·
9 Demirović ·
10 El Bilal ·
11 Woltemade ·
13 Krätzig ·
14 Jaquez ·
15 Stenzel ·
16 Karazor  ·
17 Diehl ·
18 Leweling ·
19 Faghir ·
20 Stergiou ·
21 Drljača ·
22 Kastanaras ·
23 Zagadou ·
24 Chabot ·
26 Undav ·
27 Führich ·
28 Nartey ·
29 Jeltsch ·
32 Rieder ·
33 Nübel ·
40 Raimund ·
41 Seimen ·
45 Chase ·
Coach: Hoeneß